# Fascellina subsignata
Fascellina subsignata là một loài bướm đêm trong họ Geometridae.